# Tommy Berndtsson
Tommy Berndtsson är en svensk jazzpianist från Göteborg men verksam i Stockholm. Bland annat har han ofta spelat på Glenn Miller Café på Brunnsgatan och har då haft gäster som till exempel Tommy Körberg, Lina Nyberg och Joakim Milder.
Sångerskan Sharon Dyall gav 2007 ut albumet Another Angle tillsammans med Berndtsson och basisten Lars Eriksson med personliga arrangemang på kompositioner av bland andra Jimi Hendrix, Paul Simon, Van Morrison och Prince. Dyall och musikerna framträder även efter albumets utgivning vid olika konsertarrangemang.

## Diskografi
- 1992 − Tommy Berndtsson Kvartett Music Box, Imogena Records – IGCD 029
- 1995 − Tommy Berndtsson Kvartett Tic Tac Toe, Imogena Records – IGCD 060
- 2003 − Tommy Berndtsson Trio Multitud[2], Gazell Records – GAFCD-1064

- 2007 − Sharon Dyall med Tommy Berndtsson Another angle, Gazell Records  - GAFCD-1098